# Municipio de Washington (condado de Lycoming)
El municipio de Washington  (en inglés: Washington Township) es un municipio ubicado en el condado de Lycoming en el estado estadounidense de Pensilvania. En el año 2000 tenía una población de 1.613 habitantes y una densidad poblacional de 12.8 personas por km².

## Geografía
El municipio de Washington se encuentra ubicado en las coordenadas 41°07′21″N 77°02′37″O / 41.12250, -77.04361.

## Demografía
Según la Oficina del Censo en 2000 los ingresos medios por hogar en la localidad eran de $41,739 y los ingresos medios por familia eran $45,804. Los hombres tenían unos ingresos medios de $31,098 frente a los $22,031 para las mujeres. La renta per cápita para la localidad era de $17,124. Alrededor del 10,3% de la población estaban por debajo del umbral de pobreza.